# Semaeopus justata
Semaeopus justata är en fjärilsart som beskrevs av Walker 1861. Semaeopus justata ingår i släktet Semaeopus och familjen mätare. Inga underarter finns listade i Catalogue of Life.